# Liste der Museen in New York City

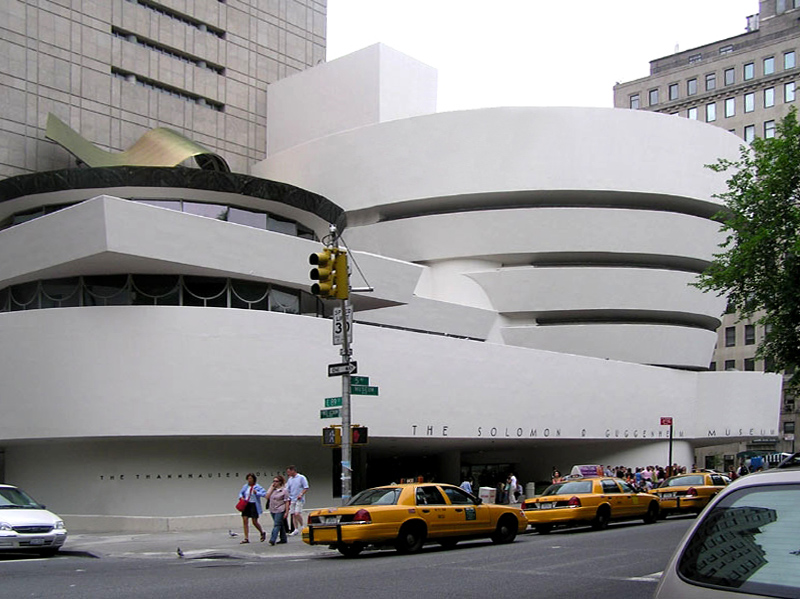
Guggenheim-Museum (Moderne Kunst)

Museen in New York City – eine weiter zu ergänzende Liste des weiten Spektrums an Sammlungen in der Stadt. (Einige Museen erscheinen mit verschiedenen Namen, um den Wikipedia-Artikel einfach zu erschließen.)
Ein Abschnitt der 5th Avenue an der Upper East Side auf Höhe des Central Parks wird auch Museumsmeile genannt, weil hier viele bekannte Museen ihren Sitz haben. Jedes Jahr am zweiten Dienstag im Juni wird ein Museum Mile Festival veranstaltet. Die 5th Avenue wird dann für den Autoverkehr gesperrt.
- Siehe auch den entsprechenden Artikel-Absatz bei  New York City.

## A
- Alice Austen House Museum und Garten (der Photographin Alice Austen), Staten Island
- American Folk Art Museum
- Anthology Film Archives
- American Craft Museum
- American Museum of Natural History

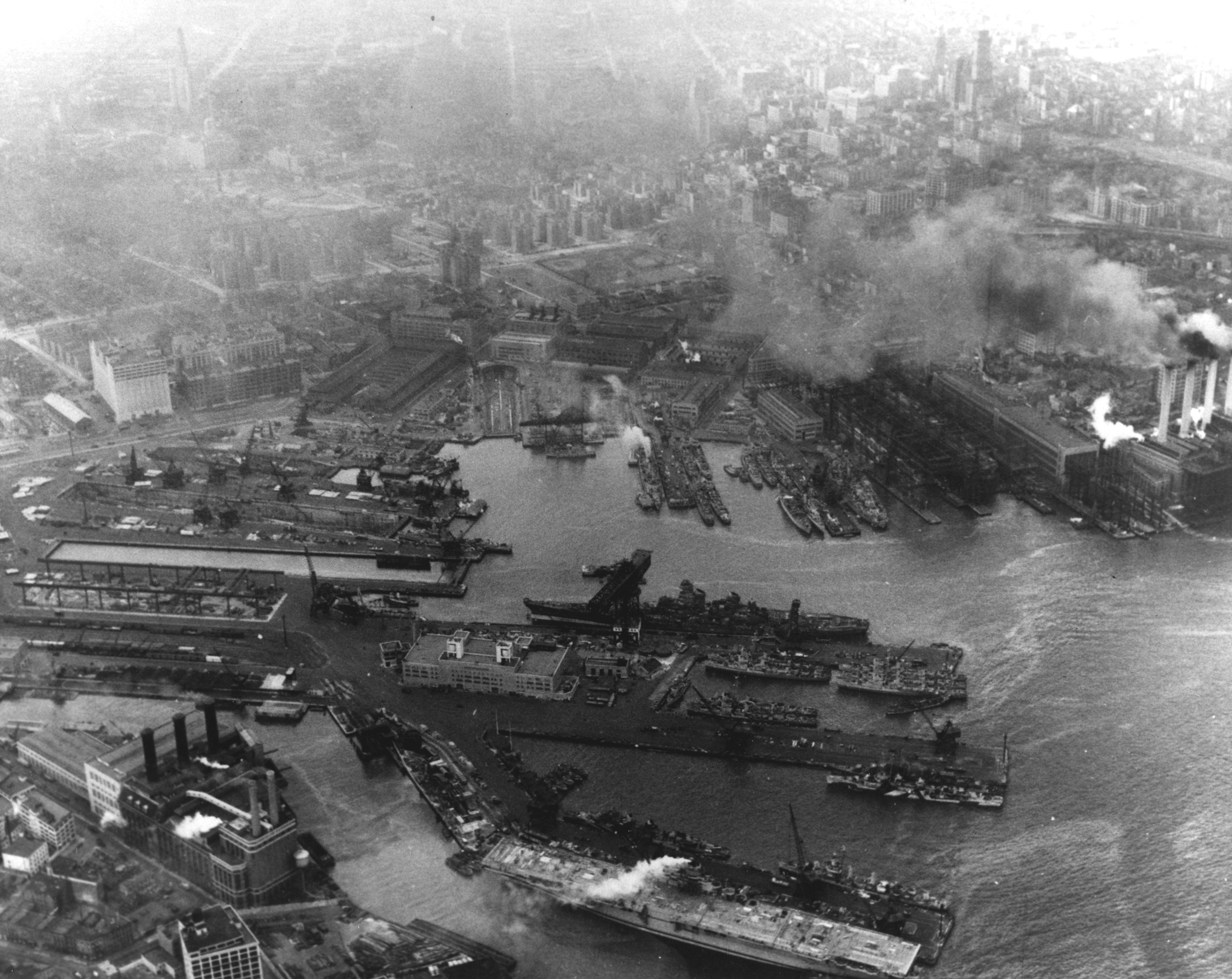
Brooklyn Navy Yard im März 1944

- Asia Society

## B
- Museo del Barrio (Zu civil rights movement und Latin American culture; Heckscher Building an der Fifth Avenue)
- Barnum’s American Museum
- Bartow-Pell Mansion Museum
- Bldg 92 Brooklyn Navy Yard Center (zur Geschichte der Marinewerften in NYC, 2011 eröffnet)
- (Arthur Schomburg Center for Research in …) Black Culture
- Botanischer Garten (etc.) siehe New York Botanical Garden

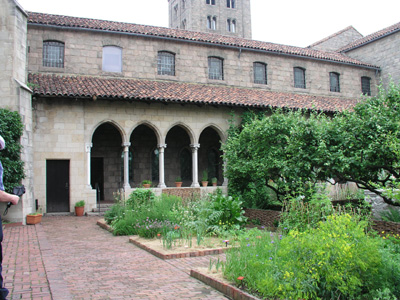
Garten in The Cloisters im Fort Tryon Park

- Bronx Museum of the Arts
- Brooklyn Museum

## C
- Castle Clinton National Monument
- Children’s Museum of Manhattan
- Children’s Museum of the Arts
- Center for Architecture
- The Conference House (Bentley Manor oder Captain Christopher Billop House); hier fand die Staten Island Peace Conference am 11. September 1776 statt.
- Cooper Hewitt Museum, National Design Museum

## D

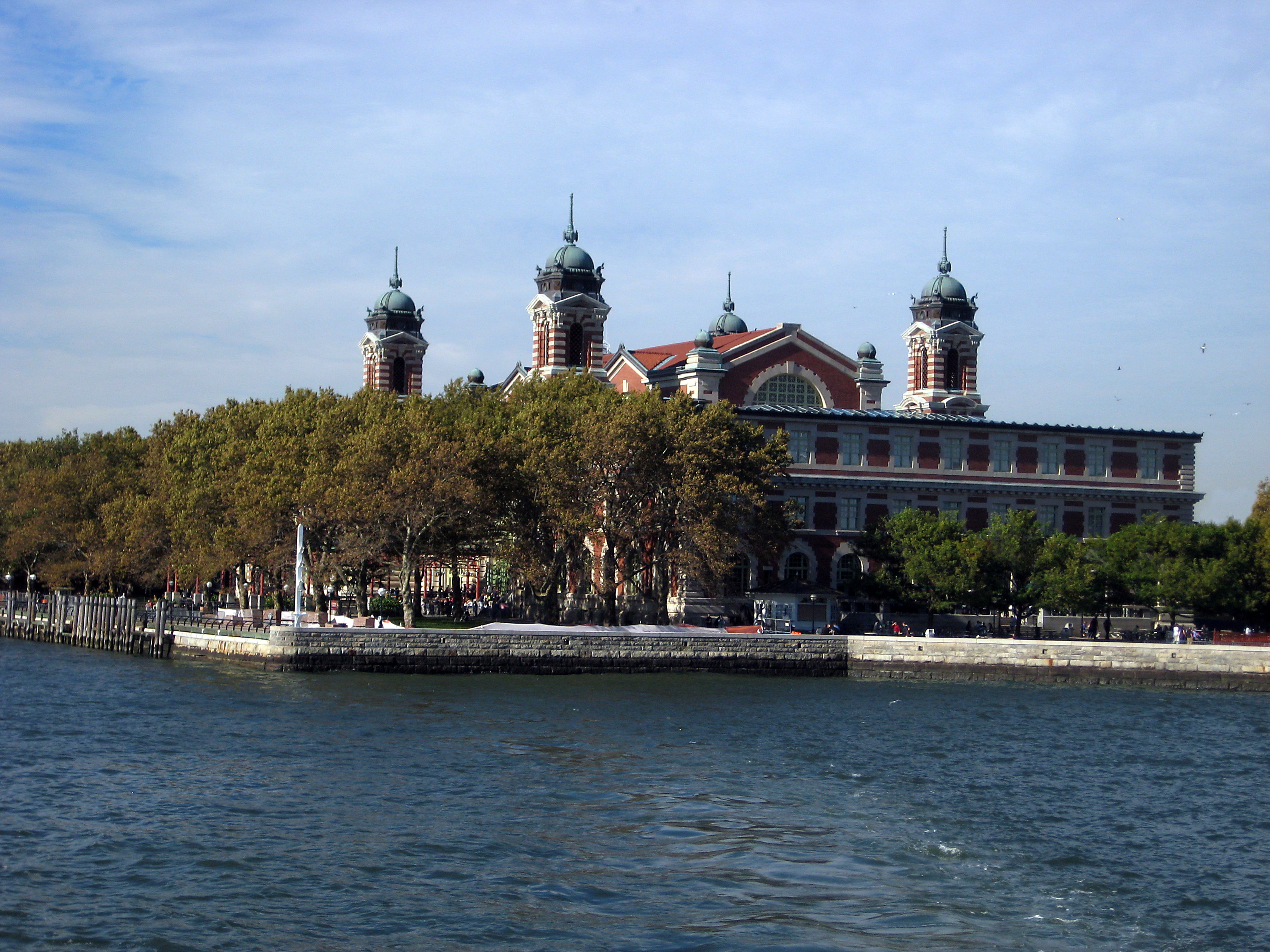
Ellis Island, heute Museum zur Geschichte der Einwanderung

- The Dahesh Museum
- The Drawing Center
- Dyckman Farmhouse Museum

## E
- Ellis Island

## F
- Fashion Institute of Technology
- Federal Hall, National Memorial
- Fisher Landau Center
- Forbes Galleries
- Fort Schuyler, Bronx
- Fort Wadsworth
- Frick Collection

## G
- General Grant National Memorial
- Governors Island
- Gracie Mansion
- Guggenheim-Museum (auch: The Guggenheim; ein Museum für moderne Kunst – Architekt war Frank Lloyd Wright)

## H
- Hall of Fame for Great Americans
- Hispanic Society of America (Diego Velázquez, Francisco Goya, El Greco)
- Historic Richmond Town
- New Amsterdam History Center (Zeitraum bis zur American Revolution)

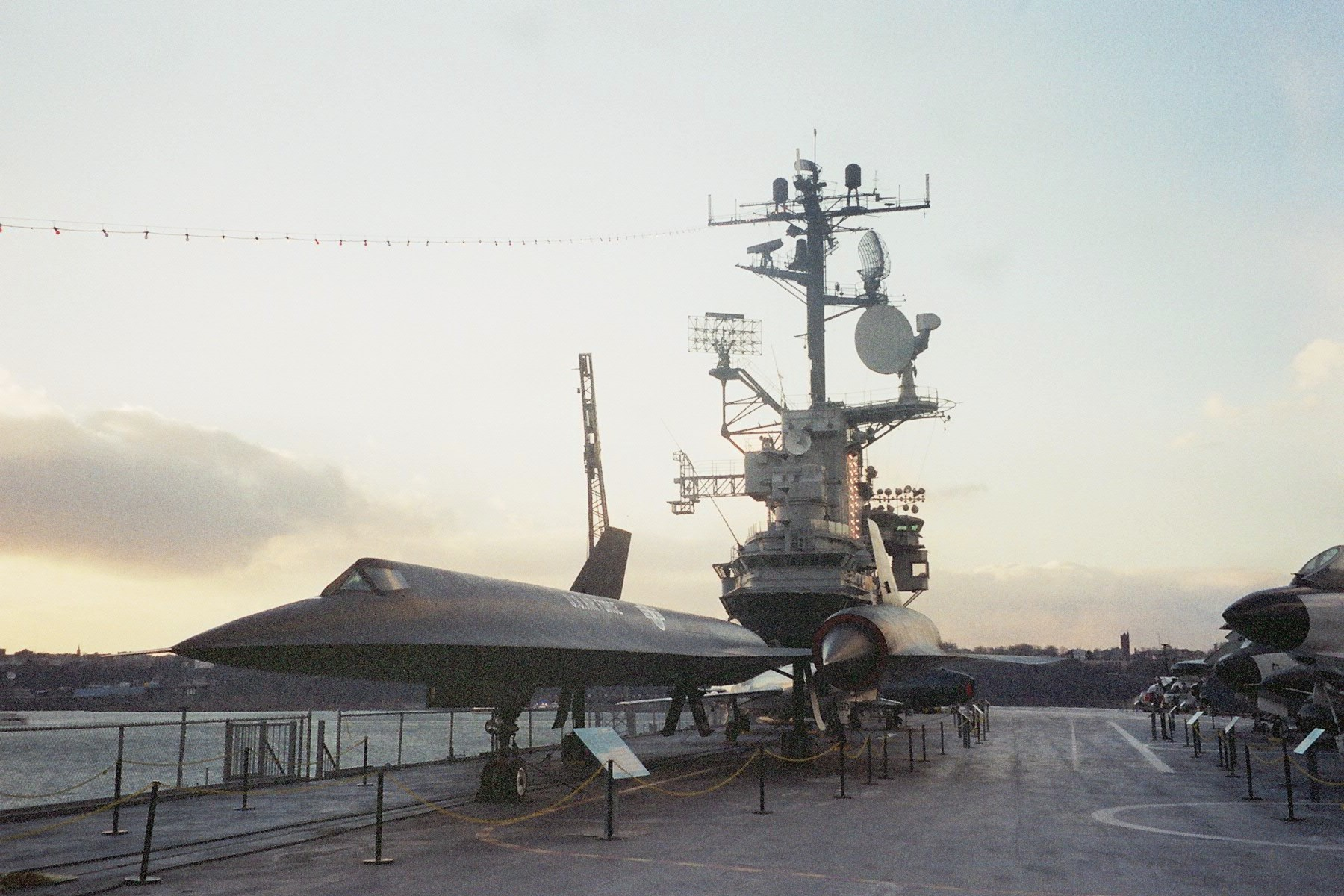
Intrepid Sea-Air-Space Museum – Flugdeck mit einer A-12

## I
- International Center of Photography
- International Print Center New York
- Intrepid Sea-Air-Space Museum

## J
- Jacques Marchais Museum of Tibetan Art
- Jamaica Center for Arts & Learning
- Jewish Children’s Museum
- The Jewish Museum

## K
- Kennedy Galleries, 244 Madison Avenue
- King Manor Museum, Haus von Rufus King
- Kingsland Homestead

## L
- Lewis H. Latimer House
- Lefferts Historic House
- Living Torah Museum (Brooklyn)[1]
- National Lighthouse Center and Museum
- The Little Red Lighthouse
- Hendrick I. Lott House
- Lower East Side Tenement Museum (97 und 103 Orchard Street, Historisches Museum zur Geschichte der Einwanderung in die USA, 1988 gegr.)

## M
- Madame Tussaud’s
- Swedish Cottage Marionette Theatre
- Merchant’s House Museum
- Metropolitan Museum of Art („The Met“;  Zentralbau des Architekten Richard Morris Hunt in einem neoklassizistischen Stil; 1872 eröffnet.)
- The Morgan Library & Museum
- Morris-Jumel Mansion
- Museum for African Art
- Museum of Biblical Art
- Museum of Chinese in America
- Museum of Comic and Cartoon Art – MoCCA
- Museum of Jewish Heritage (gegr. 1997, Gebäude des Architekten Architekt Kevin Roche John Dinkeloo und Partnern von 2003)
- Museum of Modern Art (auch bekannt als das moma, MoMA; 53. Straße)
- Museum of Television and Radio (über  50.000 TVs und Radios)
- Museum of the City of New York (überwiegend Stadtgeschichte; gegr. 1923, Gebäude des Architekten Joseph J. Freedlander von 1930, im Neo-Georgian Stil)
- Museum of the Moving Image
- Municipal Art Society (Städt. Kunstgesellschaft; auch: Urban Center Gallery)

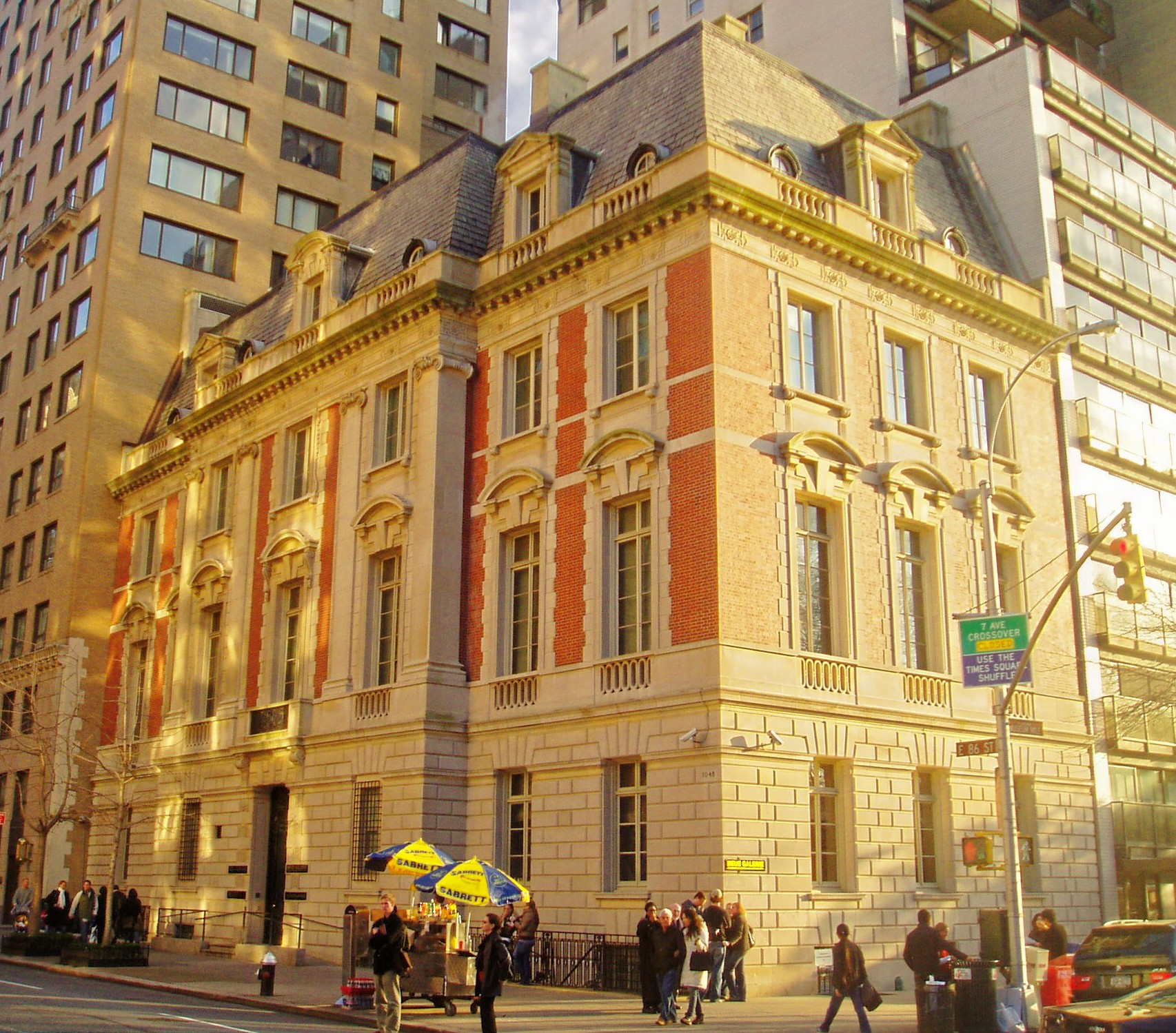
Neue Galerie

## N
- National Academy of Design
- National September 11 Memorial and Museum (Gedenkstätte an den 11. September 2001)
- National Museum of Mathematics
- Neue Galerie – ein Museum für Kunst des frühen 20. Jahrhunderts (aus Österreich und Deutschland)
- New Amsterdam History Center
- New York Botanical Garden
- The New York City Fire Museum (SoHo offizielles Museum des FDNY)
- New York Transit Museum
- New York School of Interior Design
- New Museum of Contemporary Art (gegr. 1977, seit 2008 in der Bowery, Prince Street; Entwurf des neuen Gebäudes von Sejima + Nishizawa)
- Noble Maritime Collection (Staten Island)
- Noguchi Museum (The Isamu Noguchi Garden Museum)

## P
- Paley Center for Media
- Parsons School of Design
- International Center of Photography (ICP)
- Edgar Allan Poe Cottage
- P.S.1 (Contemporary Art Center)

## Q
- Queens County Farm Museum in Floral Park, Queens (ein seit 1697 bewirtschafteter Museums-Bauernhof)
- Queens Museum (gegr. 1972; früher Qu. M. of Art)

## R

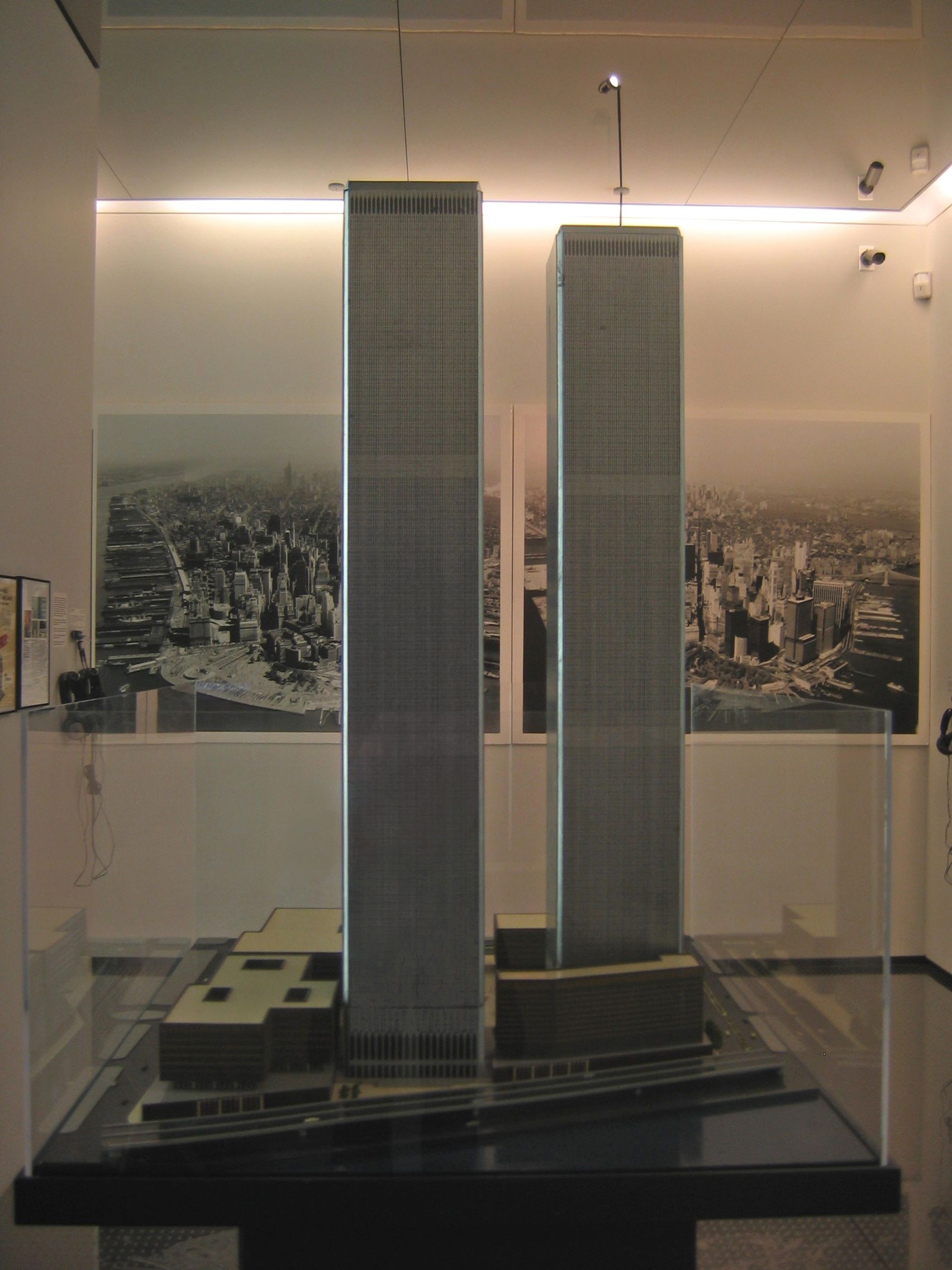
Original Architekturmodell des World Trade Center im Skyscraper Museum

- Theodore Roosevelts Geburtshaus
- Rubin Museum of Art

## S
- Arthur Schomburg Center for Research in Black Culture
- Sculpture Center
- Seguine Mansion
- Skyscraper Museum (Wolkenkratzermuseum, 1997)
- Snug Harbor Cultural Center
- Socrates Sculpture Park
- Solomon R. Guggenheim Museum (The Guggenheim; Moderne Kunst; 1939 gegründet; Museumsgebäude von Frank Lloyd Wright entworfen; 1959 eröffnet)
- South Street Seaport Museum
- Sports Museum of America
- Staten Island Children’s Museum
- Staten Island Institute of Arts and Sciences
- Studio Museum in Harlem

## T
- The Cloisters  (deutsch: Die Kreuzgänge, Klöster; Mittelalterliche Kunst)
- The New York Historical
- Theodore Roosevelt Birthplace National Historic Site (Geburtshaus von Roosevelt)
- The Tenement Museum, siehe Lower East Side Tenement Museum
- New York Transit Museum, Brooklyn (Verkehrsmuseum)

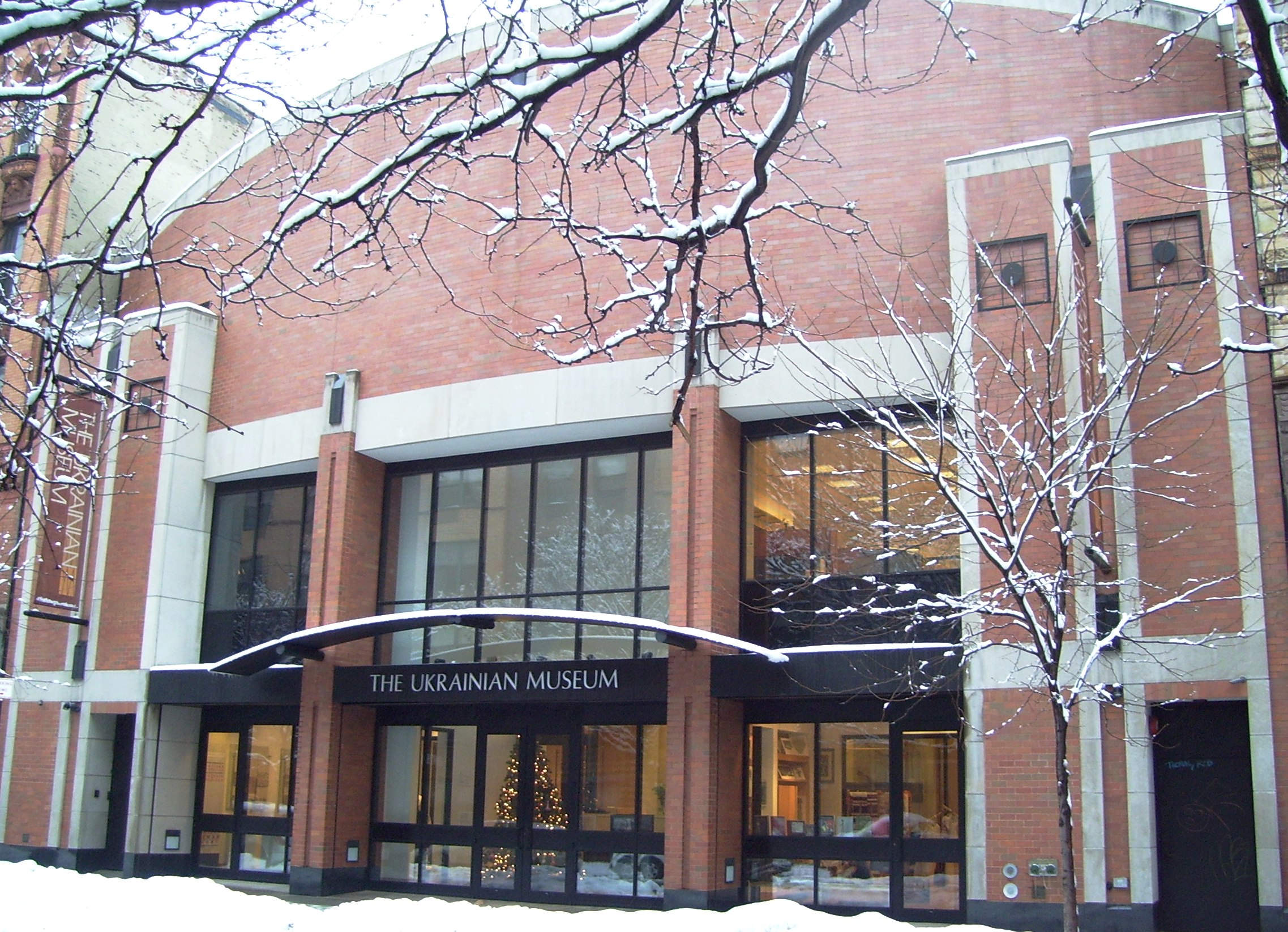
Das Ukrainemuseum im Winter

## U
- Ukrainian Museum, ukrainisches Kunst- und Volkskundemuseum in East Village

## V
- Valentine-Varian House
- Van Cortlandt House Museum

## W
- Waterfront Museum (Hafenmuseum), Red Hook Brooklyn
- Weeksville Heritage Center, Brooklyn, zu einer der ersten Afro-Amerikanischen Gemeinden der USA im 19. Jahrhundert
- Whitney Museum of American Art, 99 Gansevoort Street
- Williamsburg Art & Historical Center
- The Wyckoff Farmhouse Museum